# Hopewell Centre
Le Hopewell Centre est un gratte-ciel construit en 1981 à Hong Kong en Chine. Il s'élève à 222 mètres pour 64 étages.
Le Centre Hopewell (chinois: 合 和 中心; Jyutping: WO4 hap6 zung 1 sam1) est un gratte ciel de 216 mètres (709 pieds), avec 64 étages au 183 Road East de la Reine, à Wan Chai, sur l'île de Hong Kong. La tour est le premier gratte-ciel circulaire à Hong Kong. Il est nommé d'après société immobilière cotée à Hong Kong Hopewell Holdings Limited, qui a construit le bâtiment. Le siège de Hopewell Holdings Limited est basé dans le bâtiment et son chef de la direction, Gordon Wu, possède son bureau à l'étage supérieur.

## Description

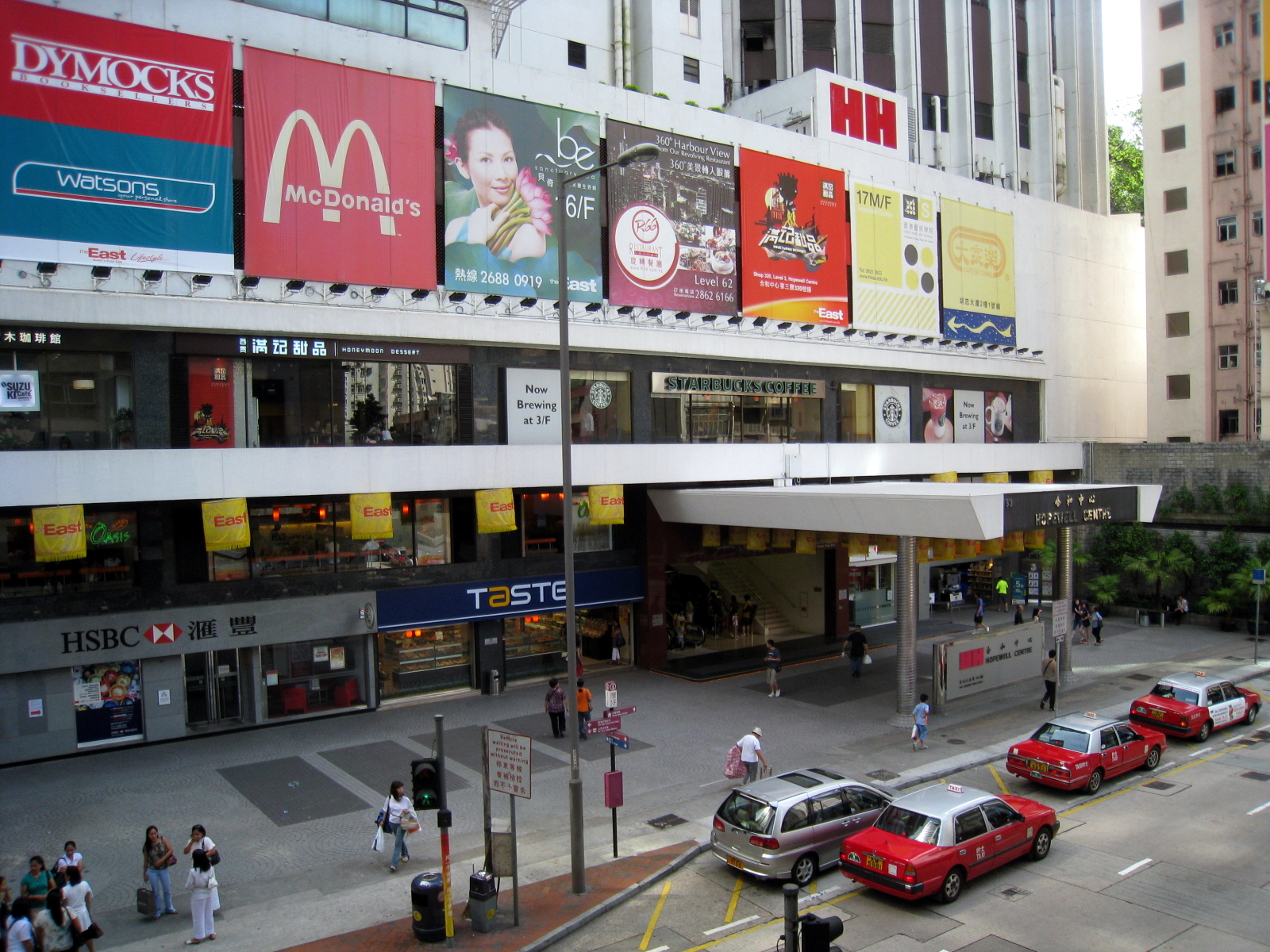
Entrée du batiment

La construction a débuté en 1977 et a été achevée en 1980. Il fut le plus haut batiment de Hong Kong à la fin de la construction pendant un temps. Il a également été le deuxième bâtiment le plus haut en Asie à l'époque. Il a gardé son titre de plus hat gratte-ciel à Hong Kong jusqu'en 1989, lorsque la Bank of China Tower a été achevée. 

Un restaurant tournant est situé au 62e étage, appelé "Revolving 66", il donne d'autres grands bâtiments ci-dessous et sur le port. Il effectue une rotation de 360 degrés chaque heure. 
Le bâtiment comprend plusieurs groupes d'ascenseurs. 
Ce gratte-ciel a été le lieu de tournage de la vidéo de musique de groupe de R & B Dru Hill pour "How Deep Is Your Love", réalisé par Brett Ratner, qui a également dirigé l'Heure film Rush, dont la BO dispose la chanson. La circulaire piscine privée est bien visible dans cette vidéo de musique. Cette piscine a également figuré dans une publicité de télévision australienne par l'une des sociétés de jeux majeurs de ce pays, de Tattersall limitée, la promotion d'une concurrence de loterie hebdomadaire.